# 1979 год в авиации
Список событий в авиации в 1979 году.

## События
- 12 марта — основана авиакомпания Atlantic Southeast Airlines.
- 17 марта — катастрофа Ту-104 во Внукове провоцирует окончательное прекращение регулярной лётной эксплуатации этой модели в гражданской авиации СССР к концу года.
- 31 июля — самолёт «Hawker Siddeley HS 748» компании «Dan-Air» после разгона на взлётной полосе аэропорта Самборо рухнул в море в пятидесяти метрах от берега. Семнадцать человек включая двух пилотов погибло[1].
- 1 ноября — сформирован 344 Центр боевой подготовки и переучивания лётного состава армейской авиации.
- 29 декабря — первый полёт NASA AD-1. Экспериментального самолёта исследовательского центра Эймса и Бёрта Рутана для изучения поворотного крыла. Первый в мире самолёт с косым крылом.

## Персоны

### Скончались
- 12 июля — Георгий Михайлович Бериев, советский авиаконструктор, Генерал-майор инженерно-технической службы (1951 год), доктор технических наук (1961 год).